# Друкпа
Друкпа — группа родственных народов, населяющих гималайские хребты в Бутане и составляющих 50 % от его населения. Друкпа входят в тибето-бирманскую языковую семью.

## Основная информация
Друкпа подразделяются на следующие этнические группы: бутанские бхотия, шарчоп и кебумтамп. Численность народа — 360 тыс. человек.

## Язык
Бхотия говорят на государственном языке Бутана дзонг-кэ, а шарчоп говорят на языке цхангла.

## Религия
Большинство исповедует официальную бутанскую религию, количество религиозных меньшинств (мусульман, индуистов) невелико.
Наряду с официальной религией сохраняются некоторые анимистические представления, например, культ горных духов.

## Основные занятия
Основное занятие друкпа — земледелие и животноводство. Обработка земли на горных склонах осуществляется примитивными орудиями, в низменности — плугом.
Культивируется пшеница, гречиха, ячмень, просо, картофель. В земледелии участвуют, в основном, женщины.
Развита торговля шерстью, землёй, солью.

## Традиционная культура
Оседлые жители долин строят дома из камня, где живёт несколько семей. Такие дома строятся на склонах, таким образом, плоские крыши нижестоящих домов используются как дворы для вышестоящих. Кочующие пастухи живут в простой чёрной шерстяной палатке тибетского типа, которую возят с собой.
Традиционная одеяние друкпа напоминает одежду шерпа.
Традиционной пищей является мука цзамба из прожаренных ячменных зерен и заваренная с помощью молока или кипятка. Также едят блюда из молока, овощей, мяса. Национальный напиток — ячменное пиво чан. Помимо него пьют чай, к которому добавляют молоко, соль, яйца и масло.